# Alina Pätz
Alina Pätz (Urdorf, 8 maart 1990) is een Zwitsers curlingspeelster.

## Carrière
Pätz speelt sedert 1997 curling. Ze won goud tijdens het wereldkampioenschap curling vrouwen in 2012 en een bronzen medaille tijdens het Europese kampioenschap curling in 2013. Ze won ook goud en zilver tijdens gemengde kampioenschappen in 2010 en 2011.
Pätz startte in 2013 haar eigen team als skip. Met dit team won ze twee jaar later het wereldkampioenschap in 2015 in Sapporo. Nadat het team zich niet wist te kwalificeren voor de Olympische Winterspelen en het WK van 2018, werd het team opgeheven.
Pätz speelt sedert 2018 als vierde in het team van Silvana Tirinzoni. Met dit team won ze een zilveren medaille op het Europees kampioenschap in 2018 en een bronzen in 2019. Op het wereldkampioenschap van 2019 wist het team goud te behalen, de start van een reeks van maar liefst vier wereldtitels op rij. In 2023 werd ze voor het eerst Europees kampioen.

## Palmares
Wereldkampioenschappen
- 2012:  Lethbridge, Canada
- 2015:  Sapporo, Japan
- 2019:  Silkeborg, Denemarken
- 2021:  Calgary, Canada
- 2022:  Prince George, Canada
- 2023:  Sandviken, Zweden
- 2024:  Sydney, Canada

Europese kampioenschappen
- 2023:  Aberdeen, Schotland
- 2018:  Tallinn, Estland
- 2013:  Stavanger, Noorwegen
- 2019:  Helsingborg, Zweden

Wereldkampioenschappen gemengddubbel
- 2011:  Saint Paul, Canada

Europese kampioenschappen gemengddubbel
- 2010:  Howwood, Schotland